# Malagidris belti
Malagidris belti (лат.) — вид мелких муравьёв рода Malagidris (подсемейство мирмицины).

## Описание
Мадагаскар. Мелкие мирмициновые муравьи оранажево-коричневого цвета (длина тела около 5 мм). Ширина головы рабочих от 0,83 мм до 0,99 мм. Соотношение ширины и длины головы (головной индекс, CI) = 81-84 (голова узкая). Соотношение длины скапуса к ширине головы (индекс скапуса, SI) = 97-108. Рабочая каста мономорфная. Нижнечелюстные щупики 5-члениковые, нижнегубные щупики состоят из 3 сегментов. Усики 12-члениковые (у самцов 13-члениковые). Жвалы треугольной формы с 8-13 зубцами на жевательном крае. Голова вытянутая, суженная позади глаз (шеевидная). Усики и ноги длинные. Стебелёк между грудкой и брюшком состоит из двух члеников: петиолюса и постпетиолюса (последний четко отделен от брюшка), жало развито, куколки голые (без кокона). Заднегрудка с длинными проподеальными шипками. Брюшко гладкое и блестящее. Гнездятся в земле в горных тропических дождевых лесах, фуражируют в подстилочном лесном слое.

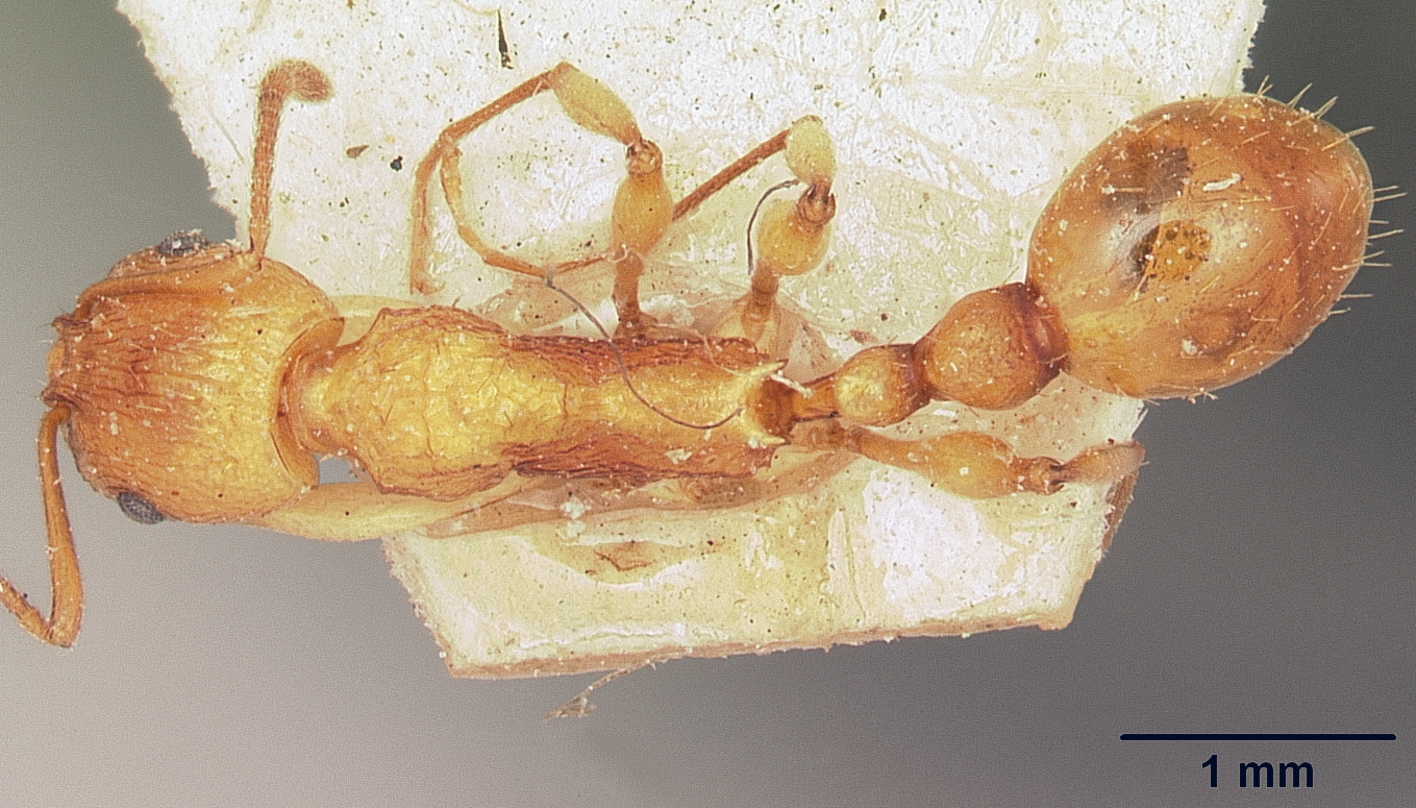
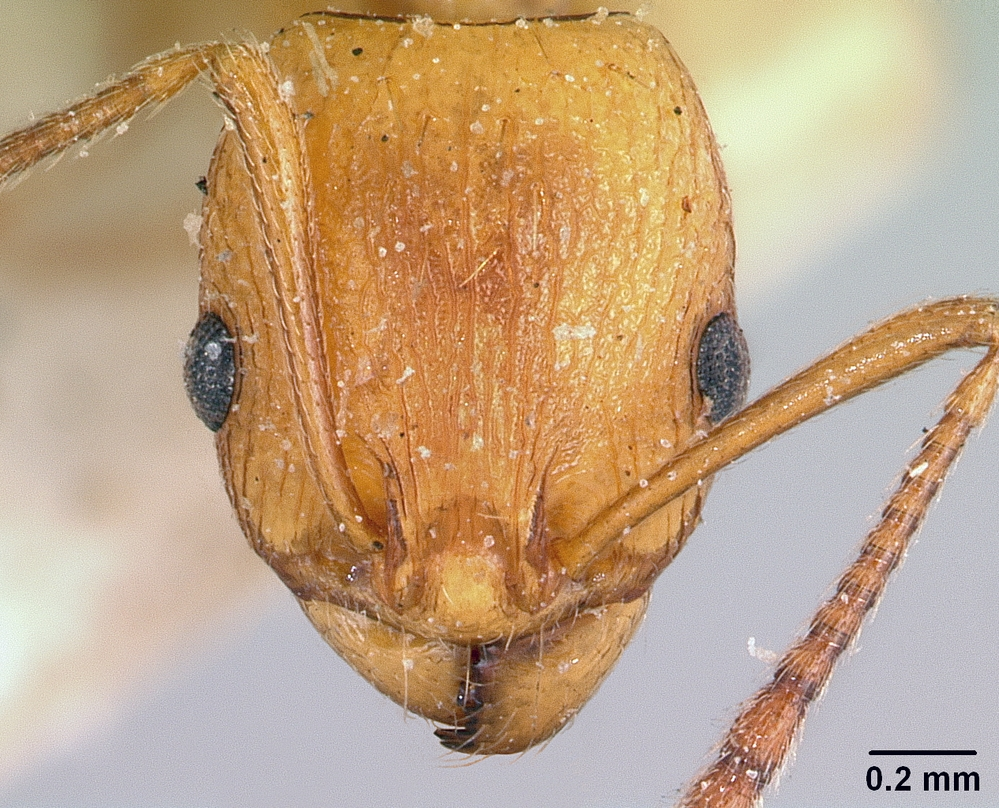
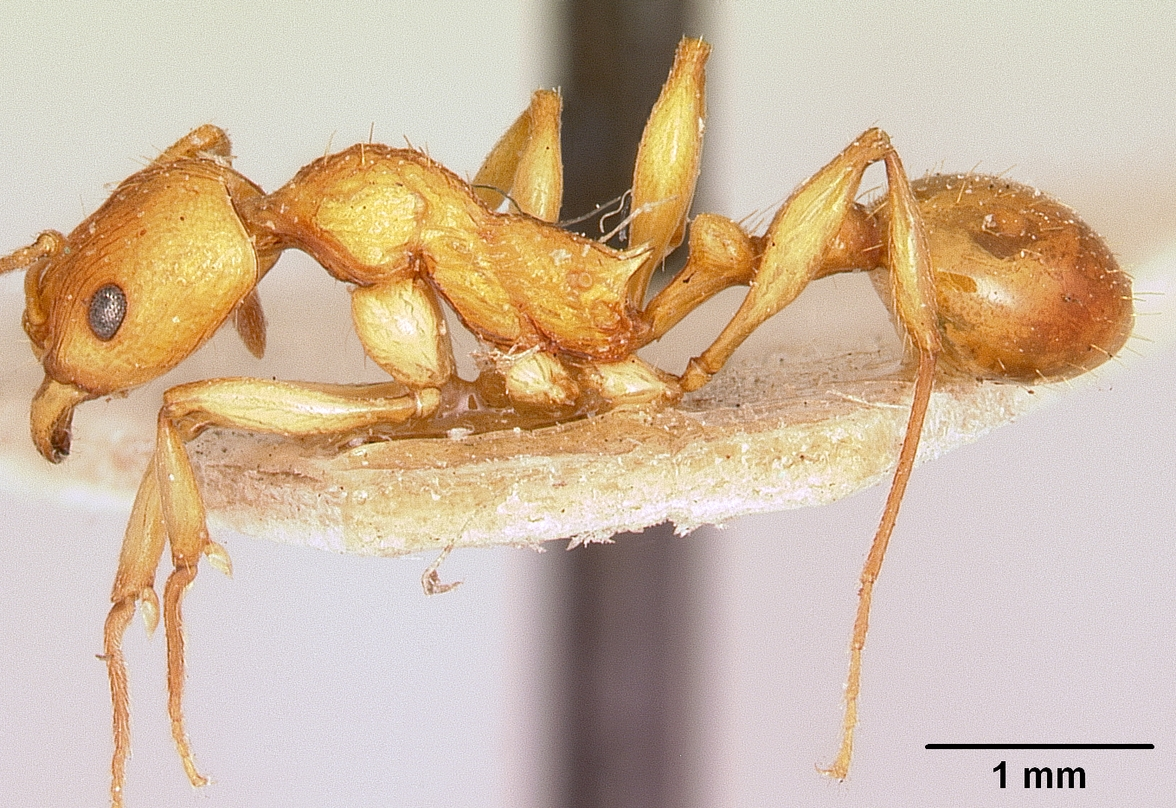
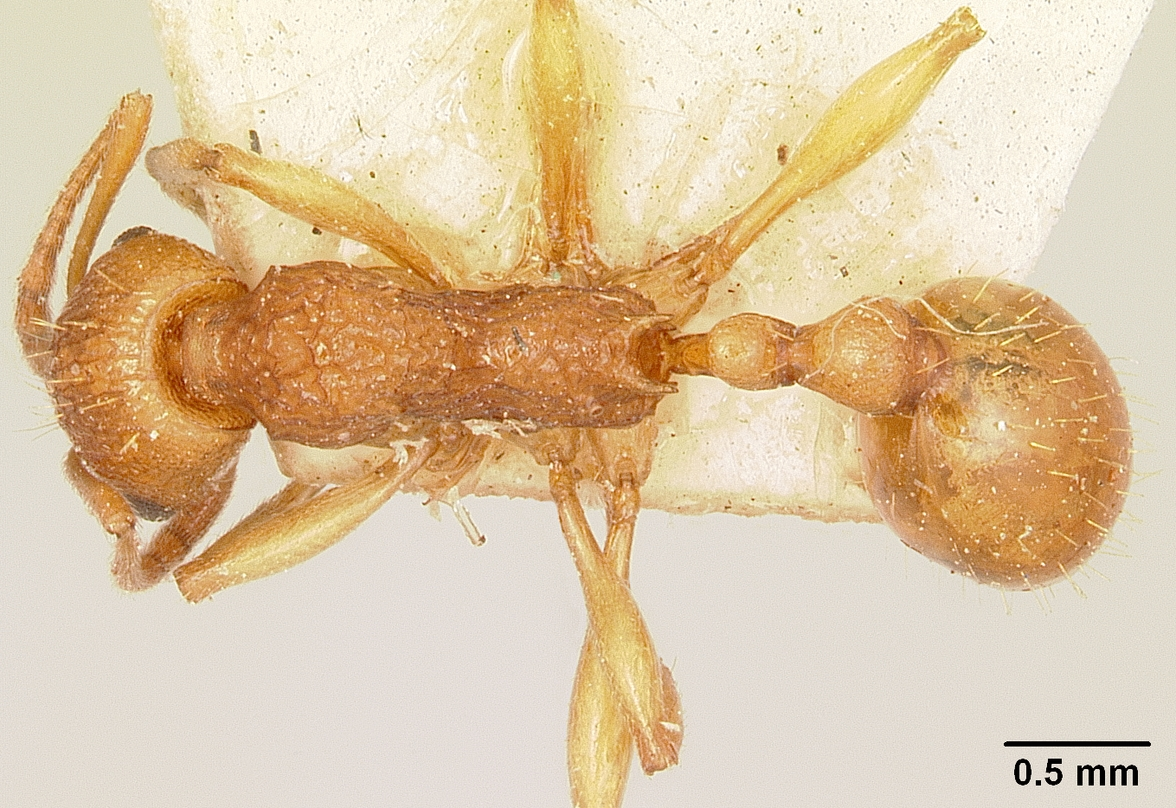

## Систематика
Вид был впервые описан в 1895 году швейцарским мирмекологом Огюстом Форелем (Швейцария) под первоначальным названием Aphaenogaster belti Forel, 1895.
В 1915 году итальянский энтомолог Карл Эмери включил его в состав рода Atopula под названием Atopula belti. В 1917 году О. Форель выделил вид в отдельный род Brunella, а в 1982 году английский мирмеколог Б. Болтон включил в состав рода Aphaenogaster. В 2014 году при описании нескольких новых видов был образован род Malagidris, типовым видом которого стал M. belti. От других представителей рода Malagidris вид M. belti отличается самым коротким скапусом усиков и более широкой головой.